# William Joseph Snelling
William Joseph Snelling (26. december 1804 – 24. december 1848) var en amerikansk eventyrer, forfatter, digter og journalist. Hans noveller om det amerikanske indianerliv, hvor han var den første person til nøjagtigt at portrættere prærieindianerne og et af de første tilfælde til at skrive om realisme blandt de amerikanske forfattere. Snellings novellesamling var en af de tidligste i USA.